# Eugène Paquet
Pour l’article homonyme, voir Paquet.
Eugène Paquet (23 octobre 1867 - 8 mai 1951) fut un médecin et homme politique fédéral du Québec.

## Biographie
Né à Saint-Agapit dans la région de Chaudière-Appalaches, il devint député du Parti conservateur dans la circonscription de L'Islet en 1904. Réélu en 1908 et 1911, il ne se représenta pas en 1917. Défait dans L'Islet en 1921, il le fut à nouveau dans Bonaventure en 1926 par le libéral Charles Marcil. Il servit comme ministre non élu de la Santé et du Rétablissement des soldats à la vie civile en 1926.
En 1935, le premier ministre Richard Bedford Bennett le recommanda pour le poste de sénateur de la division de Lauzon. Il y demeurera jusqu'à son décès en 1951 à l'âge de 83 ans.